# Jablunkov
Jablunkov, polnisch Jabłonków (deutsch Jablunkau) ist eine Stadt in Tschechien. Sie liegt 13 Kilometer südöstlich von Třinec in den Beskiden unweit der Grenze zu Polen und der Slowakei und gehört zum Bezirk Frýdek-Místek.

## Geographie
Jablunkov befindet sich bei der Einmündung der Lomna in die Olsa im Zentrum der Jablunkauer Furche (Jablunkovská brázda) im Jablunkauer Bergland. Östlich erstreckt sich der Gebirgszug der Schlesischen Beskiden und nach Südwesten die Mährisch-Schlesischen Beskiden.
Nachbarorte sind Nawsi im Norden, Písečná im Osten, Písek im Südosten, Mosty u Jablunkova im Süden, Bozonowitz im Südwesten sowie Millikau im Westen.

## Verkehr
Durch die Stadt führt die Europastraße 75 / Staatsstraße Silnice I/11 von Český Těšín ins slowakische Čadca. Daneben besteht bei Bukovec ein weiterer Straßengrenzübergang ins polnische Istebna. Die internationale Fernbahnverbindung Žilina–Bohumín führt westlich an Jablunkov vorbei, der nächste Bahnhof ist in Návsí (Nawsie).

## Geschichte

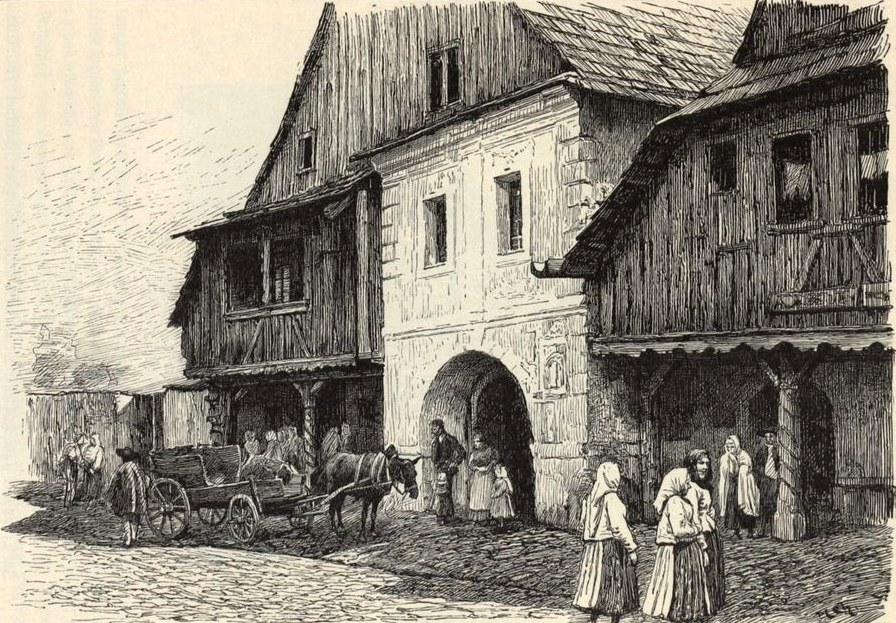
Häuser in Jablunkau um 1897

Die erste urkundliche Erwähnung von Jablunkov erfolgte im Jahre 1423 in einer Urkunde Herzogs Wenzel I. Der Ortsnamen bedeutet ins Deutsche übersetzt Apfelbaum, darauf weist auch das Stadtwappen mit stilisiertem Apfelbaum hin. Jablunkov war Teil des schlesischen Herzogtums Teschen und befand sich ursprünglich bei der Burg Hrádek. Nach der Zerstörung der Burg und des Dorfes durch die Ungarn im Jahre 1447 wurde der Ort an seiner heutigen Stelle neu angelegt. Seit 1496 besaß Jablunkov den Status eines Marktes. Herzog Wenzel III. Adam verlieh dem Ort 1560 Stadtrechte. 1599 brach eine Pestepidemie aus.
Am 23. November 1938 erfolgte in Jablunkau die Unterzeichnung des Protokolls zur Demarkation der Staatsgrenze zwischen Polen und der Tschechoslowakei nach dem Münchner Abkommen, wodurch die Stadt als Jabłonków zu Polen kam. Nach der Besetzung Polens wurde die Stadt in den Landkreis Teschen eingegliedert und gehörte bis 1945 zum Deutschen Reich. Nach dem Ende des Zweiten Weltkrieges kam die Stadt an die Tschechoslowakei zurück. Nach wie vor lebt in Jablunkov eine polnischsprachige Minderheit.

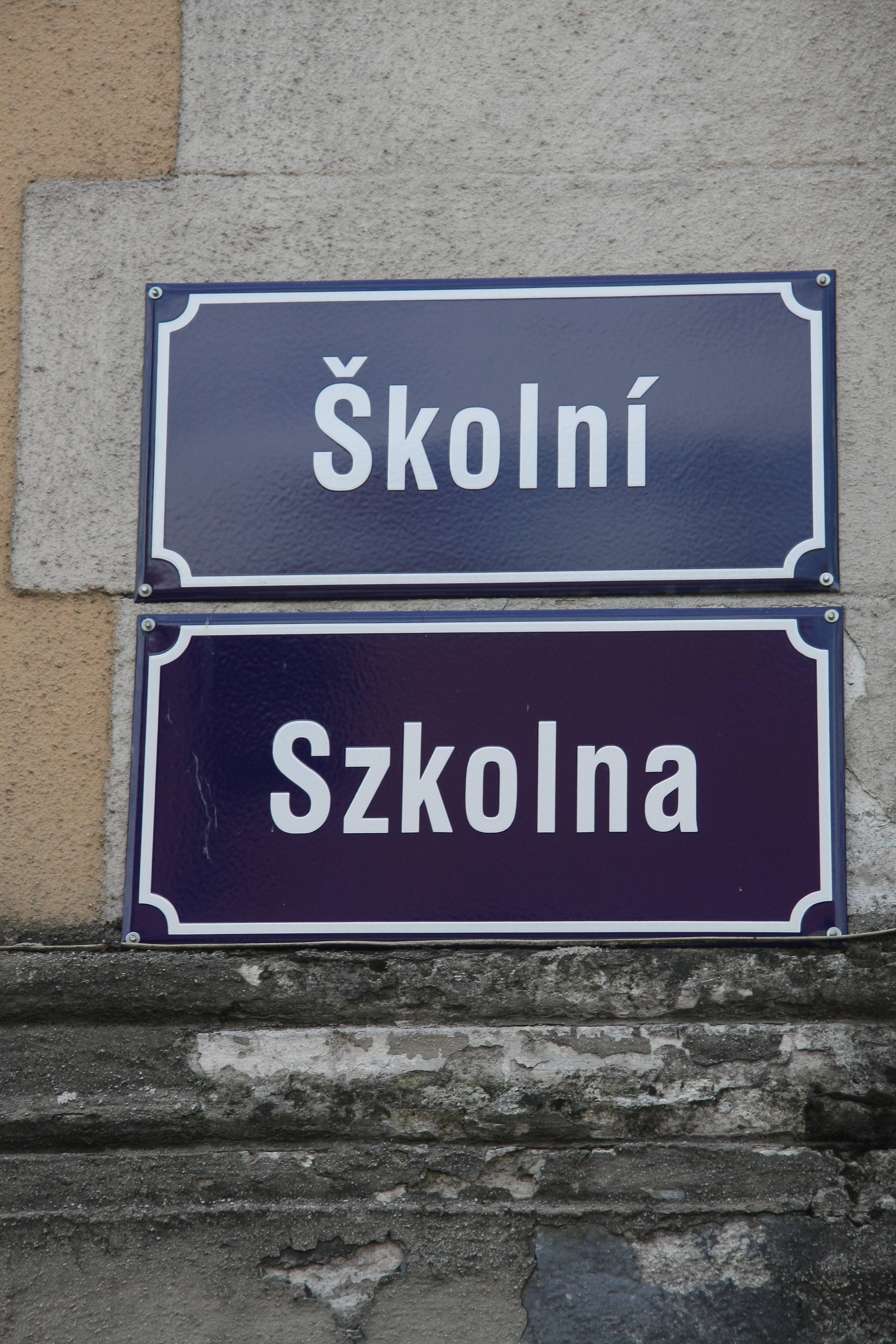
Zweisprachige Beschilderung in Jablunkov

Zwischen 1868 und 1871 erfolgte der Bau der Kaschau-Oderberger Bahn, deren Verlauf nordwestlich an Jablunkau vorbeiführte. 1960 wurden Návsí und Bocanovice eingemeindet. 1975 erfolgte die Eingemeindung von Horní Lomná, Dolní Lomná, Bukovec und Písek sowie schließlich 1980 noch die von Hrádek. Dadurch hatte Jablunkov 15.973 Einwohner, von denen 5299 Polen und 209 Slowaken waren. Nach der samtenen Revolution lösten sich am 1. Juli 1990 alle eingemeindeten Ortschaften bis auf Návsí wieder von Jablunkov und wurden selbständig. Zum 1. Januar 1994 trennte sich auch Návsí, und 1996 wurde der Namensstreit um den Bahnhof in Návsí beigelegt, indem dieser den Namen Jablunkov-Navsí erhielt. Im Juli 2009 verschwand der Verweis auf Jablunkov, und die Station trägt seitdem den zweisprachigen Namen Návsí (Nawsie). Mit Beginn des Jahres 2001 wurde aus mehreren Weilern am östlichen Stadtrand die neue Gemeinde Písečná gebildet.
1935 entstand in Jablunkov ein Sanatorium. Das Sanatorium dient heute als Heilstätte für Tuberkulose und andere Erkrankungen der Atemwege.

## Ortsgliederung
Für die Stadt Jablunkov sind keine Ortsteile ausgewiesen. Zu Jablunkov gehört eine Vielzahl kleiner Weiler.

## Partnerstädte
- Gogolin, Polen
- Siemianowice Śląskie, Polen

## Sehenswürdigkeiten
- Marienplatz mit Stadtbrunnen und Säule der Immaculata
- Rathaus, 1904 im Sezessionsstil erbaut
- Fronleichnamskirche
- Gebäude der Lungenklinik
- Kloster St. Elisabeth, 1928 errichtet
- Jüdischer Friedhof

## Söhne und Töchter der Stadt
- Maximilian Hantken (1821–1893), Paläontologe, Direktor der k. ungarischen geologischen Anstalt in Budapest
- Cornelius Netter (1883–1954), Maschinenbauingenieur und Hochschullehrer